# 岩野站
岩野站（日语：／ Iwano eki */?）是位於長野縣長野市松代町岩野，長野電鐵的屋代線車站（廢站）。在2012年4月1日，隨著屋代線廢線，此站也被廢除。此站的車站編號為Y4。

## 歷史
- 1922年（大正11年）6月10日 - 河東鐵道車站啟用[1]。
- 1926年（大正15年）9月30日 - 河東鐵道與長野電氣鐵道合併，長野電鐵成立。此站成為長野電鐵河東線的車站。
- 1972年（昭和47年）2月21日 - 成為無人車站[1]。
- 2002年（平成14年）9月18日 - 路線名稱改為屋代線。
- 2012年（平成24年）4月1日 - 屋代線廢除，此站也被廢除[1]。

## 車站構造
截至車站廢除前，車站是一座地面車站，設有1面1線的單式月台。曾經此站是有人車站，廢除前為無人車站。

## 車站周邊
- 上信越自動車道藥師山隧道
- 千曲川
- 國道403號（日语：国道403号）
- 妻女山（日语：妻女山）
- 會津媛神社
- 土口將軍塚古墳（日语：土口将軍塚古墳）

## 使用狀況
以下為一年總乘車人次和1日平均乘車人次列表：
- 2006年度　12,261人 ： 34人/日
- 2007年度　12,383人 ： 34人/日
- 2008年度　11,848人 ： 32人/日
- 2009年度　9,913人 ： 27人/日
- 2010年度　10,454人 ： 29人/日

## 相鄰車站
長野電鐵
■屋代線
雨宮（Y3）－岩野（Y4）－象山口（Y5）

## 注腳
1. 1 2 3 4 5 6 7 8 9 10 11  信濃毎日新聞社出版部. . 信濃毎日新聞社. 2011-07-24: 294. ISBN 9784784071647 （日语）.
2. ↑  長野市統計書